# Michael Kopystynski
Michael Kopystynski (polnisch Michał Kopystyński, später Kopysteński, ukrainisch Михайло Копистенський Mychajlo Kopystenskyj, weltlicher Name Mateusz Kopystyński; * unbekannt, Königreich Polen; † wahrscheinlich 1610, Kopysno, Königreich Polen-Litauen) war orthodoxer Bischof von Peremyschl (1591–1610). Er lehnte die Union von Brest 1596 ab.

## Leben
Mateusz Kopystyński kam aus einer adligen Familie.
Er war anfangs verheiratet und hatte mindestens zwei Kinder Theodor und Hemogen. Mateusz Kopystyński war der Onkel von Zacharias Kopystenski.
1591 wurde er zum Bischof von Perenyschl ernannt. Zu diesem Zeitpunkt muss er nach orthodoxen Kirchenrecht Mönch gewesen sein, wahrscheinlich bei den Basilianern. Sein geistlicher Name wurde Michael.
Er nahm an den Synoden der ruthenischen orthodoxen Bischöfe teil, die eine Union mit der römisch-katholischen Kirche vorbereiteten. Seit 1594 sind in mehreren Dokumenten seine Unterschriften vorhanden.
Erst im Oktober 1596 verweigerte er seine Zustimmung zum endgültigen Beschluss der Union von Brest, gemeinsam mit Bischof Gedeon Balaban von Lemberg und einigen anderen Geistlichen.
In der Folge wurde er von der neuen unierten Kirche mit dem Kirchenbann (Anathema) belegt und König Sigismund III. ließ ihn ächten.
Trotzdem war er offenbar in eingeschränktem Maße weiter als orthodoxer Geistlicher tätig, denn 1599 befasste sich König Sigismund III. in einem Dokument wieder mit seiner Person.
Er starb wahrscheinlich 1610 in Kopysto.